# Ефрам М'Бом
Ефрам М'Бом (фр. Ephrem M'Bom, 18 липня 1954, Яунде — 20 вересня 2020, Дуала) — камерунський футболіст, що грав на позиції захисника.
Виступав, зокрема, за клуб «Канон Яунде», а також національну збірну Камеруну.

## Клубна кар'єра
У дорослому футболі дебютував 1973 року виступами за команду «Рейл Дуала», де провів два сезони, після чого грав у складі команд «Еклер Дуала» та «Леопардс Дуала».
Своєю грою за останню команду привернув увагу представників тренерського штабу клубу «Канон Яунде», до складу якого приєднався 1977 року. Відіграв за команду з Яунде наступні одинадцять сезонів своєї ігрової кар'єри, п'ять разів ставши чемпіоном країни, тричі — володарем національного Кубка, а також одного разу володарем африканського Кубка кубків і двічі — переможцем африканського Кубка чемпіонів.
Завершив ігрову кар'єру у команді «Драгон Яунде», за яку виступав протягом 1989 року.

## Виступи за збірну
У складі національної збірної Камеруну був учасником чемпіонату світу 1982 року в Іспанії, де зіграв у всіх трьох матчах, але команда не вийшла з групи. Також брав участь зі збірною у двох поспіль Кубках африканських націй — 1982 і 1984, і на другому з них, у Кот-д'Івуарі, здобув титул континентального чемпіона.

## Особисте життя
Після завершення футбольної кар'єри М'Бом працював в місцевій залізничній компанії. Помер 20 вересня 2020 року на 67-му році життя у місті Дуала.

## Титули і досягнення
- Чемпіон Камеруну (5): 1979, 1980, 1982, 1985, 1986
- Володар Кубка Камеруну (3): 1978, 1983, 1986
- Володар африканського Кубка чемпіонів (2): 1978, 1980
- Володар Кубка володарів кубків КАФ: 1979
- Володар Кубка африканських націй: 1984